# Holger Rosenquist
Holger Ferdinand Rosenquist, född 9 mars 1907 i Boden i Norrbottens län, död 30 januari 1992 i Hedvig Eleonora församling i Stockholm, var en svensk koreograf och danspedagog.
Rosenquist är gravsatt i minneslunden på Skogskyrkogården i Stockholm.

## Filmografi roller
- 1938 – Styrman Karlssons flammor

## Koreografi
- 1964 – Älskande par